# Određena složenost
Određena složenost je argument koji je predložio William Dembski i kojega koristi u svojim radovima koji promoviraju inteligentni dizajn. Prema Dembskiju, taj koncept služi da formalizira svojstvo koje otkriva uzorke koji su određeni i složeni. Dembski tvrdi da je određena složenost siguran znak inteligentnog agenta, središnji princip inteligentnog dizajna i koji Dembski zagovara u opoziciji prema modernoj evolucijskoj teoriji. Određena složenost je naširoko smatrana matematički neosnovana i nije temelj daljnjem neovisnom radu u teoriji informacije, teoriji složenosti i biologiji. Određena složenost je jedan od dva glavna argumenta koji koriste zagovornici inteligentnog dizajna. Drugi argument je nesvediva složenost.